# Pallavolo ai VII Giochi panamericani - Torneo maschile
Il VI campionato di pallavolo maschile ai Giochi panamericani si è svolto dal 13 al 25 ottobre 1975 a Città del Messico, in Messico, durante i VII Giochi panamericani. Al torneo, che si è svolto con la formula del girone unico, hanno partecipato 8 squadre nazionali nordamericane e sudamericane e la vittoria finale è andata per la seconda volta consecutiva a Cuba.

## Squadre partecipanti
| - Bahamas - Brasile - Canada - Cuba - El Salvador - Messico - Stati Uniti - Venezuela |

## Torneo

### Classifica
| Pos | Squadra     | Pt | G | V | P | SV | SP | Ratio | PF  | PS  | Ratio |
| --- | ----------- | -- | - | - | - | -- | -- | ----- | --- | --- | ----- |
| 1   | Cuba        | 14 | 7 | 7 | 0 | 21 | 0  | MAX   | 318 | 117 | 2.718 |
| 2   | Brasile     | 13 | 7 | 6 | 1 | 18 | 9  | 2.000 | 364 | 253 | 1.439 |
| 3   | Messico     | 12 | 7 | 5 | 2 | 17 | 9  | 1.889 | 339 | 213 | 1.592 |
| 4   | Stati Uniti | 11 | 7 | 4 | 3 | 16 | 9  | 1.778 | 332 | 243 | 1.366 |
| 5   | Venezuela   | 10 | 7 | 3 | 4 | 10 | 13 | 0.769 | 195 | 247 | 0.779 |
| 6   | Canada      | 9  | 7 | 2 | 5 | 9  | 15 | 0.600 | 206 | 260 | 0.792 |
| 7   | El Salvador | 8  | 7 | 1 | 6 | 3  | 20 | 0.15  | 93  | 333 | 0.279 |
| 8   | Bahamas     | 7  | 7 | 0 | 7 | 2  | 21 | 0.095 | 115 | 288 | 0.399 |

## Classifica finale
| Classifica | Squadre     |
| ---------- | ----------- |
|            | Cuba        |
|            | Brasile     |
|            | Messico     |
| 4          | Stati Uniti |
| 5          | Venezuela   |
| 6          | Canada      |
| 7          | El Salvador |
| 8          | Bahamas     |